# Gouda (Països Baixos)
Gouda és una ciutat d'Holanda del Sud situada entre Rotterdam i Utrecht. El municipi té una superfície de 18,1 km quadrats i 75 758 habitants el 2024. És especialment coneguda pels seus formatges. Limita al nord amb Waddinxveen i Reeuwijk i al sud amb Moordrecht, Ouderkerk i Vlist.

## Història
El lloc on Gouda es troba actualment era al voltant de l'any 1000 un terreny pantanós esquitxat de rierols com ara el Gouwe. Al llarg de les ribes del Gouwe es va començar a extreure torba al segle xi i el segle xii, concretament on avui hi ha el mercat i l'ajuntament. El 1143 es menciona el nom de Gouda per primera vegada en una carta del bisbe d'Utrecht. Al voltant de 1225 es va comunicar a través d'un canal el Gouwe amb el Vell Rin i la desembocadura del Gouwe a l'IJssel va ser engrandida fins a construir un port. El castell de Gouda va servir per donar defensa a aquest port.
La ruta així creada va ser utilitzada per al comerç del comtat de Flandes i França amb el comtat d'Holanda i els pobles de la riba del Mar Bàltic. El 1272 el comte Florenci V d'Holanda va atorgar els furs a la ciutat, que mentrestant havia adquirit una considerable importància. Hi va haver de patir dos incendis importants el 1361 i 1438. El 1572 la ciutat va ser ocupada pels protestants revoltats contra el rei d'Espanya, Felip II, van incendiar un monestir i en van saquejar un altre més. El 1577 es va enderrocar el castell. Com moltes altres ciutats dels Països Baixos, Gouda també va ser afectada per la pesta en 1602. Fins a l'any 1750 no va recuperar-la xifra de població perduda.
A partir de 1830 es comencen a enderrocar les muralles de la ciutat, que es van acabar amb l'enderroc de la Dijkspoort, l'última porta d'accés a la ciutat el 1854. El 1855 entra en servei el ferrocarril Gouda-Utrecht.
La ciiutat tenia una xarxa de canals que amb el temps van perdre el paper per el transport de mercaderies. Amb la pol·lució van convertir-se en clavegueres obertes. Molts van ser terraplenats, per raons d'higiene i per obrir pas al cotxe. El 1940 es va terraplenar el canal Nieuwehaven. El 1944, l'estació de tren va ser destruïda per un bombardeig aliat. El 1977 es va traslladar el mercat de bestiar porcí, el més gran del país, a terrenys fora de la ciutat.

## Ajuntament
Des de 2019 el burgmestre és Pieter Verhoeve.

## Nuclis de població

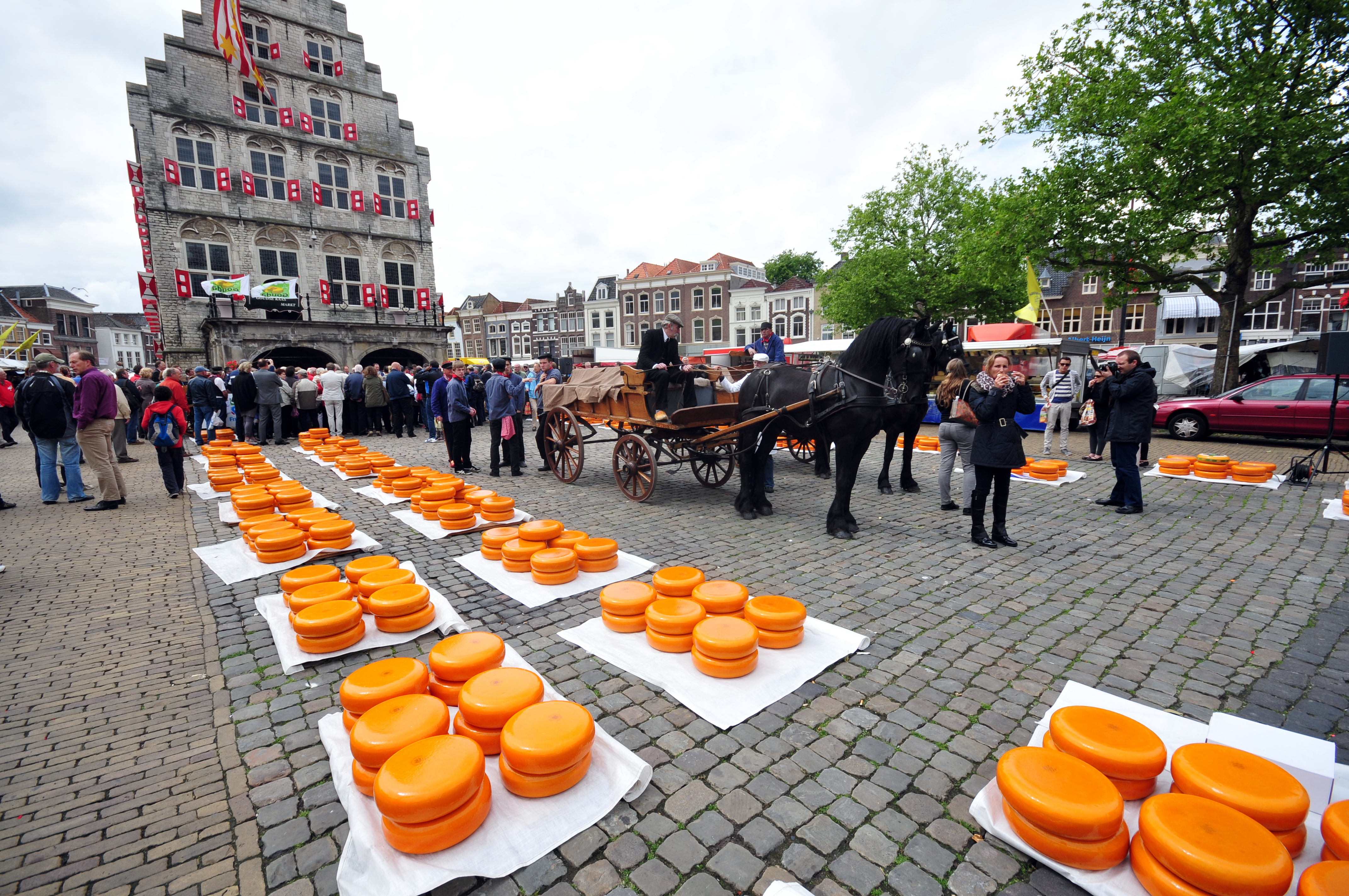
Mercat de formatges a Gouda

| Wijk            | Codi | Població (2006)                      |                    |
| Binnenstad      | 2801 | 6.499 (inclou Nieuwe Park)           | Wijkindeling Gouda |
| Korte Akkeren   | 2802 | 9.466                                | Wijkindeling Gouda |
| Bloemendaal     | 2803 | 9.144                                | Wijkindeling Gouda |
| Plaswijck       | 2804 | 12.818                               | Wijkindeling Gouda |
| Gouda Noord     | 2805 | 9.973 (inclou Achterwillens)         | Wijkindeling Gouda |
| Kort Haarlem    | 2806 | 10.577 (inclou Gouda Oost)           | Wijkindeling Gouda |
| Goverwelle      | 2807 | 11.838                               | Wijkindeling Gouda |
| Stolwijkersluis | 2808 | 410                                  | Wijkindeling Gouda |
| Westergouwe     | 2809 | 120 (inclou Oostpolder in Schieland) | Wijkindeling Gouda |
| Total           | 280X | 70.845                               |                    |

## Monuments

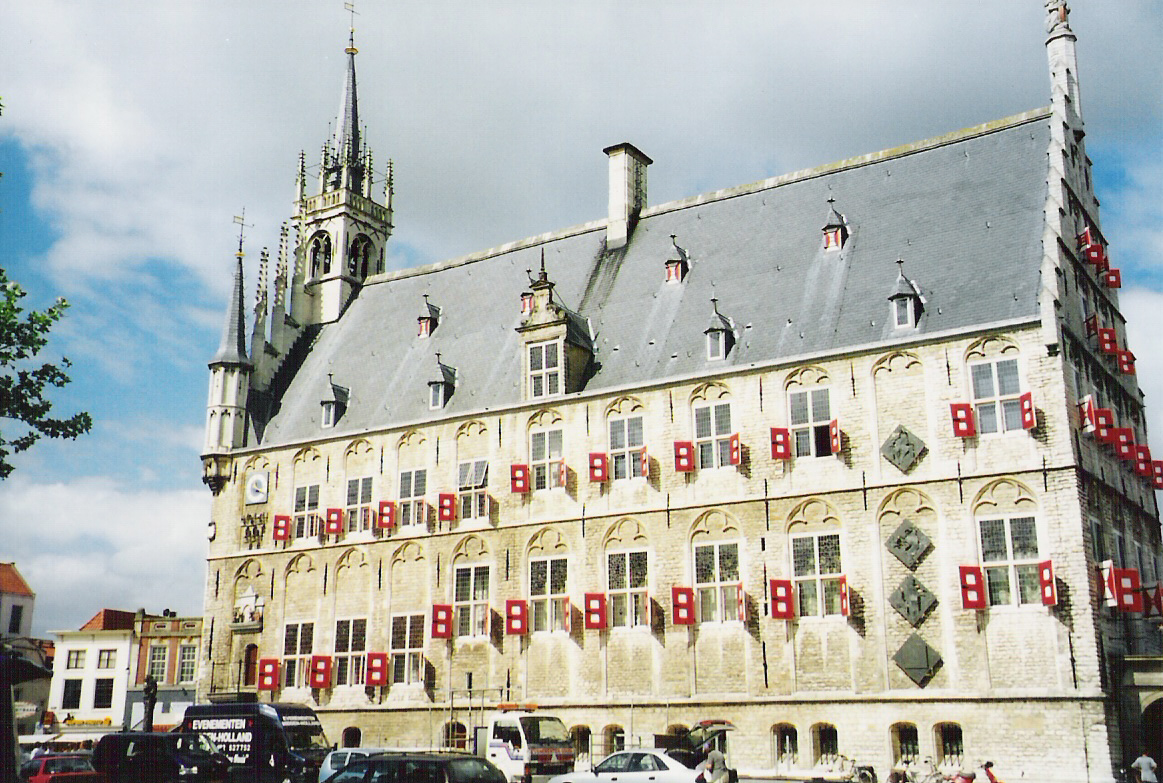
L'ajuntament de Gouda

- Ajuntament (Stadhuis): es tracta d'un dels ajuntaments d'estil gòtic més antics dels Països Baixos. Va ser construït en pedra entre 1448 i 1450, després de l'últim gran incendi, sofrint alguna modificació el 1692 i 1880. Es va restaurar el 1996. L'escalinata d'estil renaixentista data de 1603. El carilló del lateral és dels anys seixanta i es tracta d'un regal del director d'una companyia d'assegurances.
- Pes públic (waag): edifici on es pesaven els formatges a la plaça major, el Markt. Pieter Post en va encarregar la construcció el 1668.

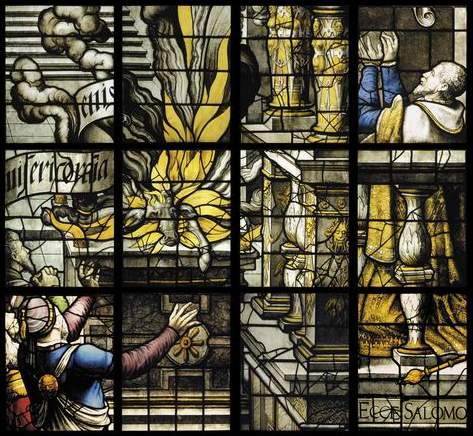
Consagració del Temple de Salomó, Vidriera del Rei

- Església de San Joan Baptista (Sint-Janskerk): amb 123 m de llarg és l'església de major longitud dels Països Baixos. L'església va cremar tres vegades, dues vegades a causa d'incendis que pràcticament van destruir la ciutat, en 1361 i 1438, i la tercera vegada el gener de 1552, al caure un llamp sobre la torre, tot l'interior va ser destruït. Després es va reconstruir en la forma que té avui dia.

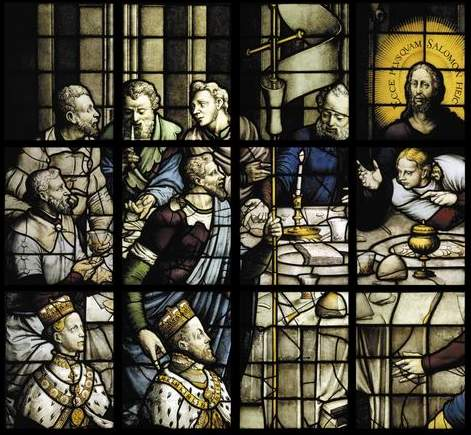
Felip II i Maria I d'Anglaterra sota l'Últim Sopar, a la Vidriera del Rei (Sint Janskerk)

Són famoses les vitralls de color. Vint de les setanta finestres són obra dels germans Crabeth i van ser col·locades entre 1530 i 1603. Després de la Reforma va prosseguir la instal·lació dels les vitralls, si bé la temàtica va canviar bastant. Hi destaca la el vitrall famós del rei que Felip II donà el 1557 al costat de la seva esposa Maria I d'Anglaterra i els quals donà Guillem d'Orange i la seva esposa Anna de Saxònia, llavors aliat de la Corona espanyola i pocs anys després el seu major enemic. L'església era originalment una església catòlica, en forma de creu i es va posar sota l'advocació de Sant Joan Baptista. La història d'aquest sant es conta en els vitralls de la volta de la capçalera. El 1572, quan Gouda va abraçar la Reforma, es van treure totes les estàtues i altars. Els vitralls no van ser danyades pels iconoclastes i els saquejadors, sinó que, al contrari, van ser respectades i conservades. Els vitralls també van sobreviure a l'època de la Revolució francesa i durant la Segona Guerra Mundial, foren prudentment desmuntades i guardades en un lloc segur. El segon dimarts de desembre se celebra la tradicional nit de les veles.

## Persones il·lustres
Categoria principal: Persones de Gouda (Països Baixos)
- Pieter Pourbus (1523-1584), pintor renaixentista
- Wouter Crabeth II (1594-1644), pintor
- Adriaan Vlacq (1600-1667), editor, llibreter i matemàtic
- Koen de Kort (1982), ciclista
- Monique van der Vorst (1984), ciclista
- Hind Laroussi (1984), cantant